# Marczali Dózsa Miklós
Marczali Dózsa Miklós (? – 1422. március 9.) pannonhalmi apát.

## Élete
Ferences szerzetes, és Zsigmond király bizalmasa volt. 1399 és 1404 között a pannonhalmi apátság kormányzója volt, és a rendtörténeti irodalom tanúsága szerint ekkor a bencés rendbe lépett át. A bencés apátok közül egyedüliként ő is aláírta azt az oklevelet, melyben Zsigmond örökös nélküli halála esetén Albert osztrák hercegre hagyta volna a magyar trónt. 1404-ben került a csanádi püspökség élére, 1405-ben választották meg ténylegesen, majd 1422-ben bekövetkezett haláláig viselte a tisztséget, bár VII. Ince és XII. Gergely pápák a kinevezéséhez nem járultak hozzá, és csak 1409-ben kapta meg a szentszéki elismerést. Az elődei által adományozott javakat megerősítette, Lippán ispotályt alapított, egyházmegyéjében betiltotta John Wycliffe műveit.